# Нижняя Быстрая
Нижняя Быстрая — село в Курагинском районе Красноярского края в составе  городского поселения Краснокаменск.
До 1992 года являлась административным центром Нижнебыстрянского сельсовета.

## География
Находится примерно в  36 километрах по прямой на север от районного центра поселка Курагино  и  на 31 километр от поселка Краснокаменск на запад-юго-запад.

## Климат
Климат резко континентальный с холодной зимой и жарким летом, суровый, с большими годовыми и суточными амплитудами температуры. Среднегодовая температура воздуха в северо-западной части — 1,5°С. Зима суровая и продолжительная. Морозы доходит до минус 40°С. Лето теплое, продолжается свыше двух месяцев. Безморозный период длится 106 дней; дней с температурой 5°С и более — 129. Средне-годовая температура колеблется от 0°С до минус  1°С. Продолжительность безморозного периода в центре котловины от 105 дней до 97 дней. Количество осадков 320—500 мм. Максимум осадков приходится на лето.

## Население
Постоянное население составляло 244 человек в 2002 году (95% русские),  69 в 2010.